# 1. FC Tatran Prešov
El 1. FC Tatran Prešov es un club de fútbol eslovaco de la ciudad de Prešov. Fue fundado el 25 de mayo de 1898, lo que le convierte en uno de los equipos más antiguos de Eslovaquia. Los colores tradicionales del club son el blanco y verde y disputa sus partidos como local en el Estadio Tatran. El Tatran juega actualmente en la Niké liga, la primera división eslovaca.
Los Zeleno-Bieli («verdes y blancos») jugaron 32 temporadas en la Primera División de Checoslovaquia. El Tatran fue uno de los equipos más destacados del fútbol checoslovaco en las décadas de 1960 y 1970, pero nunca se proclamaron campeones de liga. Los mayores éxitos domésticos del club sigue siendo los subcampeonatos de 1965 y 1973, y las finales de la Copa de Checoslovaquia que perdió en 1966 y 1992. El único título de su palmarés es la Copa Mitropa de 1981.

## Cambios de Nombre
- Eperjesi Torna és Vívó Egyesület (Hungarian version), ETVE Prešov (1898)
- TVE Prešov (1920)
- Slávia Prešov (1931)
- PTS Prešov (1945)
- DSO Slavia Prešov a DSO Snaha Prešov (split from PTS Prešov) (1947)
- Sparta Dukla Prešov (1948)
- Dukla Prešov (1950)
- Dukla ČSSZ Prešov (1951)
- ČSSZ Prešov (1952)
- DSO Tatran Prešov (1953)
- TJ Tatran Prešov (1960)
- Tatran Agro Prešov (1989)
- FC Tatran Prešov (1991)
- FC Tatran Bukóza Prešov (1996)
- FC Tatran Prešov (1998)
- 1.FC Tatran Prešov (2005)
- FC Tatran Prešov (2022)

## Rivalidades
El principal rival del Tatran es el MFK Košice, en el llamado Derby del Este de Eslovaquia (en eslovaco: Východniarske derby). esto porque el Košice, otro equipo grande de la Corgoň Liga de la ciudad de Košice, la capital de la vecina región de Košice.

También tiene una rivalidad con el FC Spartak Trnava y el MFK Zemplín Michalovce. Los aficionados del 1. FC Tatran Prešov tienen una relación amistosa con los aficionados del equipo de la zona polaca JKS Czarni 1910 Jasło.

## Palmarés

### Torneos nacionales
- Primera Liga de Eslovaquia (2): 2008, 2025

### Torneos amistosos
- Copa Mitropa (1): 1981
- InterCup (1): 1978

## Participación en competiciones de la UEFA
| Temporada | Torneo           | Ronda          | Club          | Casa     | Visita | Global |
| --------- | ---------------- | -------------- | ------------- | -------- | ------ | ------ |
| 1966–67   | Recopa de Europa | 1              | Bayern Munich | 1–1      | 2–3    | 3–4    |
| 1973–74   | UEFA Cup         | 1              | Velež Mostar  | 4–2      | 1–1    | 5–3    |
| 1973–74   | UEFA Cup         | 2              | VfB Stuttgart | 3–5(aet) | 1–3    | 4–8    |
| 1994–95   | Recopa de Europa | Clasificatoria | Bangor FC     | 4–0      | 1–0    | 5–0    |
| 1994–95   | Recopa de Europa | 1              | Dundee United | 3–1      | 2–3    | 5–4    |
| 1994–95   | Recopa de Europa | 2              | Real Zaragoza | 0–4      | 1–2    | 1–6    |